# Црква Светих Мученика у Крашићима
Црква Светих Мученика у Крашићима је храм који припада Херцегновском деканату Которске бискупије.
Посвећена је Бокешким мученицима, малој браћи, ранохришћанским бокељским мученицима, Петру, Андрији и Ловријенцу. Изградио ју је херој Вишке битке адмирал Максимилијан Даублебски фон Штернек, неколико деценија након битке, која се десила 1866. Плац за градњу цркве је поклонила породица Славовић из Крашића. Градња је завршена 1901. Изнад улаза је мраморни рељеф са приказом Вишке битке, сценом потонућа италијанског брода Ре д'Италиј, након судара са Штернековим бродом Фердинанд Макс. Изнад рељефа је текст на латинском у којем је споменута 1897. као година градње цркве. Штернек умире 5. децембра исте године, па није дочекао крај градње цркве. Цркву завршава адмирал Херман фон Спаун и посвећена је 1901. Црква је грађена од камена. Изнад врата и рељефа са натписом је велика розета, а звоник са једним звоном је одвојен од цркве, и налази се испред олтарског дијела цркве. Црква је олтаром окренута ка југу. Источни и западни зид имају по један прозор, а полукружна олтарска апсида има два или три прозора. Врата цркве су окренута ка мору, а плажа се налази неколико метара од цркве.

## Галерија
- Табла у Крашићима
- Рељеф над вратима цркве приказује Битку кoд Виса
- Ктитор цркве Максимилијан Даублебски фон Штернек